# Alice Felton
Alice Felton (* 20. Jahrhundert) ist eine britische Szenenbildnerin.
Alice Felton ist seit Anfang 2000 als Szenenbildnerin und Requisiten-Käuferin für britische TV- und Filmproduktionen tätig. 
Für ihre Arbeit bei The Favourite – Intrigen und Irrsinn von 2018 wurde sie zusammen mit Fiona Crombie für mehrere Filmpreise nominiert, darunter der BAFTA Award, der Critics’ Choice Movie Award und der Oscar für das Beste Szenenbild.

## Filmografie (Auswahl)
- 2005: Murphy’s Law (Fernsehserie, 6 Folgen)
- 2006: Little Miss Jocelyn (Fernsehserie, 6 Folgen)
- 2007: Secret Diary of a Call Girl (Fernsehserie, 8 Folgen)
- 2008: The Last Enemy (Fernsehserie, 5 Folgen)
- 2015: Macbeth
- 2016: Una und Ray (Una)
- 2017: The Party
- 2018: The Favourite – Intrigen und Irrsinn (The Favourite)
- 2018: Venom